# 胡悌麟
胡悌麟（1935年—2017年），男，江苏镇江人，中国画家，曾任中国美术家协会理事，吉林省美术家协会主席。